# Calinaga
Sous-famille
Genre
Calinaga est un genre de lépidoptères asiatiques de la famille des Nymphalidae, l'unique genre de la sous-famille des Calinaginae. 

## Systématique
Le genre Calinaga a été décrit par l'entomologiste britannique Frederic Moore en 1857.
La systématique de ce taxon énigmatique a longtemps été un sujet de débat. Kirby a d'abord placé ses espèces dans la famille des Papilionidae en 1871, avant de placer le genre dans la famille des Nymphalidae en 1877. En 1895, Moore a créé pour lui la sous-famille des Calinaginae, dont il est actuellement l'unique genre. Son placement par rapport aux autres Nymphalidae actuels s'est précisé au cours du XXe siècle grâce à des critères morphologiques, puis au début du XXIe siècle grâce à la phylogénétique moléculaire.

## Liste des espèces
- Calinaga buddha Moore, 1857 ;
  - Calinaga buddha avalokita Fruhstorfer, 1914 ;
  - Calinaga buddha bedoci Le Cerf ;
  - Calinaga buddha brahma Butler, 1885 ;
  - Calinaga buddha formosana Fruhstorfer, 1908 ;
  - Calinaga buddha nebulosa Oberthür ;
- Calinaga aborica Tytler, 1915 ; dans le nord de la Birmanie.
- Calinaga buphonas Oberthür, 1920 ; au Yunnan.
- Calinaga cercyon de Nicéville ; en Chine.
- Calinaga davidis Oberthür ; dans l'ouest de la Chine et l'est du Tibet.
- Calinaga funeralis Monastyrskii et Devyatkin, 2000 ;
- Calinaga gautama Moore, 1896 ; au Bhoutan.
- Calinaga genestieri Oberthür, 1922 ; au Yunnan.
- Calinaga lhatso Oberthür, 1893 ;
  - Calinaga lhatso lhatso
  - Calinaga lhatso funebris Oberthür ;
  - Calinaga lhatso pacifica Mell ;
  - Calinaga lhatso senseiensis Yoshino, 1997 ;
- Calinaga sudassana Melvill, 1893 ; en Birmanie et Thaïlande.
  - Calinaga sudassana sudassana
  - Calinaga sudassana distans Monastyrskii et Devyatkin, 2000 ;